# Titularbistum Ramsbiria
Ramsbiria ist ein Titularbistum der römisch-katholischen Kirche.
Es geht zurück auf einen Bischofssitz in der Stadt Ramsbury in Wiltshire, England. Es gehörte der Kirchenprovinz Canterbury an.
| Titularbischöfe von Ramsbiria |                           |                                                  |                  |                 |
| Nr.                           | Name                      | Amt                                              | von              | bis             |
| 1                             | Martin Nicholas Lohmuller | Weihbischof in Philadelphia (Pennsylvania) (USA) | 12. Februar 1970 | 24. Januar 2017 |
| 2                             | Stephen Wright            | Weihbischof in Birmingham (Großbritannien)       | 18. März 2020    | 14. Juni 2023   |
| 3                             | James Curry               | Weihbischof in Westminster (Großbritannien)      | 22. April 2024   |                 |